# 엘런 데이비드
엘런 데이비드(영어: Ellen David, 1953년 1월 1일 ~ )는 캐나다의 배우이다.
몬트리올에서 태어났다.

## 방송
- 18 투 라이프 시즌2
- 18 투 라이프 시즌1

## 영화
- 마이 뉴욕 다이어리 (2020년)
- 더 데스 앤 라이프 오브 존 F. 도노반 (2018년)
- 이칼루이트 (2016년)
- 셧 인 (2016년)
- 브루클린 (2016년) - 미세스 피오렐로 역
- 퍼스트 리스폰스 (2015년)
- 세기의 매치 (2014년)
- 아이덴티티 (2011년)
- 18 투 라이프 시즌1 (2010년)
- 세번째 사랑 (2010년)
- 더 팬텀 (2009년)
- 서바이빙 마이 마더 (2007년)
- 베이비 포 세일 (2004년)
- 맘보 이탈리아노 (2003년)
- 악마와의 계약 (2001년)
- 그녀가 위대하지 않나요 (2000년)
- 2001 스페이스 오디세이 (2000년)
- 워크 온 더 문 (1999년) - 엘레노어 겔판드 역
- 고잉 투 캔사스 시티 (1998년)
- 회상 (1997년)
- 신 적과의 동침 (1997년)
- 저격자들 (1995년)
- 미세스 파커 (1994년)